# Arend van der Waeyen

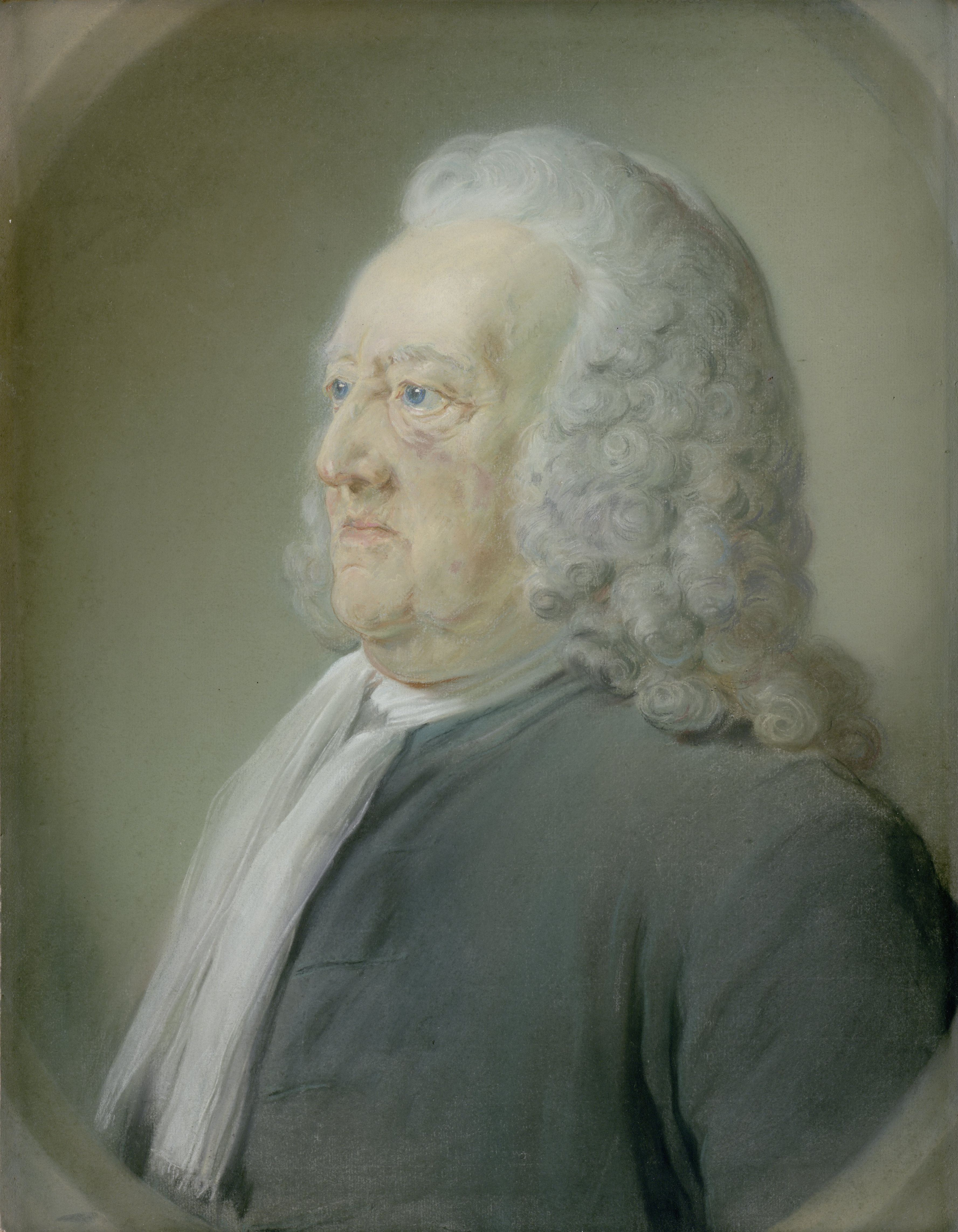
Arend van der Waeyen (1685-1767)

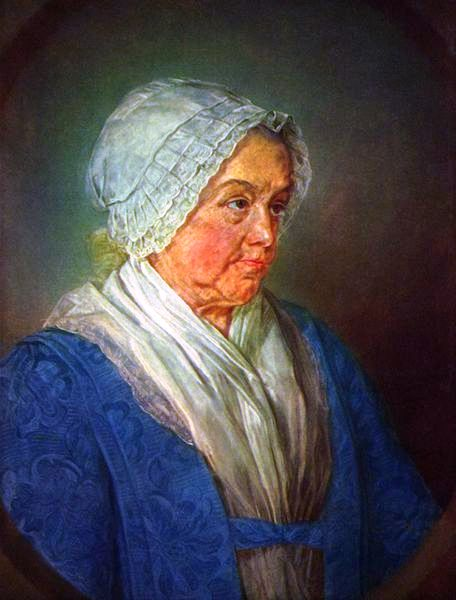
Sara Hinlopen

Arend van der Waeyen (Amsterdam, 16 januari 1685 - aldaar, 1 augustus 1767) was koopman en raad in de vroedschap van Amsterdam.
Arend was een zoon van Hermina de Bruyn (1645-1687) en Arent van der Waeyen (1640-1707), bewindhebber van de VOC-kamer Amsterdam en kerkmeester van de Walenkerk. Hij trouwde in 1710 met Sara Hinlopen (1690-1775) en kreeg met haar in 1716 een dochter. De portretten van hun beiden hangen in het Rijksmuseum. De Van der Waeyens woonden op de Amsterdamse Herengracht, bij de Reguliersgracht (later nummer 544). 

## Expediteur
In 1716 werd Van der Waeyen commissaris van 'uitheemsche depêches' te Amsterdam. Depêches waren brieven van het departement van Buitenlandse zaken met instructies voor buitenlandse gezanten. 
Als expediteur verhandelde hij tot 1720 goederen 'per as' naar landen als Duitsland en Italië. De opkomst van de windhandel in aandelen deed hem besluiten om niet meer naar de beurs te gaan en deed hij zijn handel over aan zijn neef Diederic Grommée.

## West-Indische Compagnie
Van 1722 tot 1757 was hij bewindhebber van de West-Indische Compagnie in de kamer Amsterdam voor de Provincie Friesland. Bij de Compagnie was 
Van der Waeyen betrokken in de slavenhandel tussen Elmina en Suriname. Elmina was een Nederlandse kolonie op de West-Afrikaanse Goudkust, het huidige Ghana. Vanuit de Nederlandse kolonie Elmina werden de Afrikanen onder meer verscheept naar Suriname, de Nederlandse plantage-kolonie in Zuid-Amerika.

## Bezittingen
In 1735 kocht hij het landgoed Groeneveld bij Eemnes met het daarbij behorende, toen bijna dertig jaar oude huis. Vijf jaar later verkocht hij het huis Groeneveld aan Cornelis Hasselaer (1674-1737), Heer van de beide Eemnessen. Ook verkocht hij de hofstede Kievitsheuvel, aan de Utrechtsche Trekvaart bij Abcoude. De hofstede met een waarde van ƒ13.400, was door zijn vrouw geërfd van ene juffrou Le Güllon. In 1742 hadden de Van der Waeyens vijf dienstboden, een koets en twee paarden en bewoonden zij een huis met een huurwaarde van ƒ 1200. Zijn inkomen werd geschat op ƒ 7 à 8000.

## Regent
In 1736 werd Van der Waeyen aangesteld als Hoogheemraad van de Beemster.
Op 6 september 1748 werd hij  stadhouder Willem de IV aangesteld als 'raad' (regent) in de vroedschap van Amsterdam. Hij had zitting  in dit college tot aan zijn dood.

## Penning

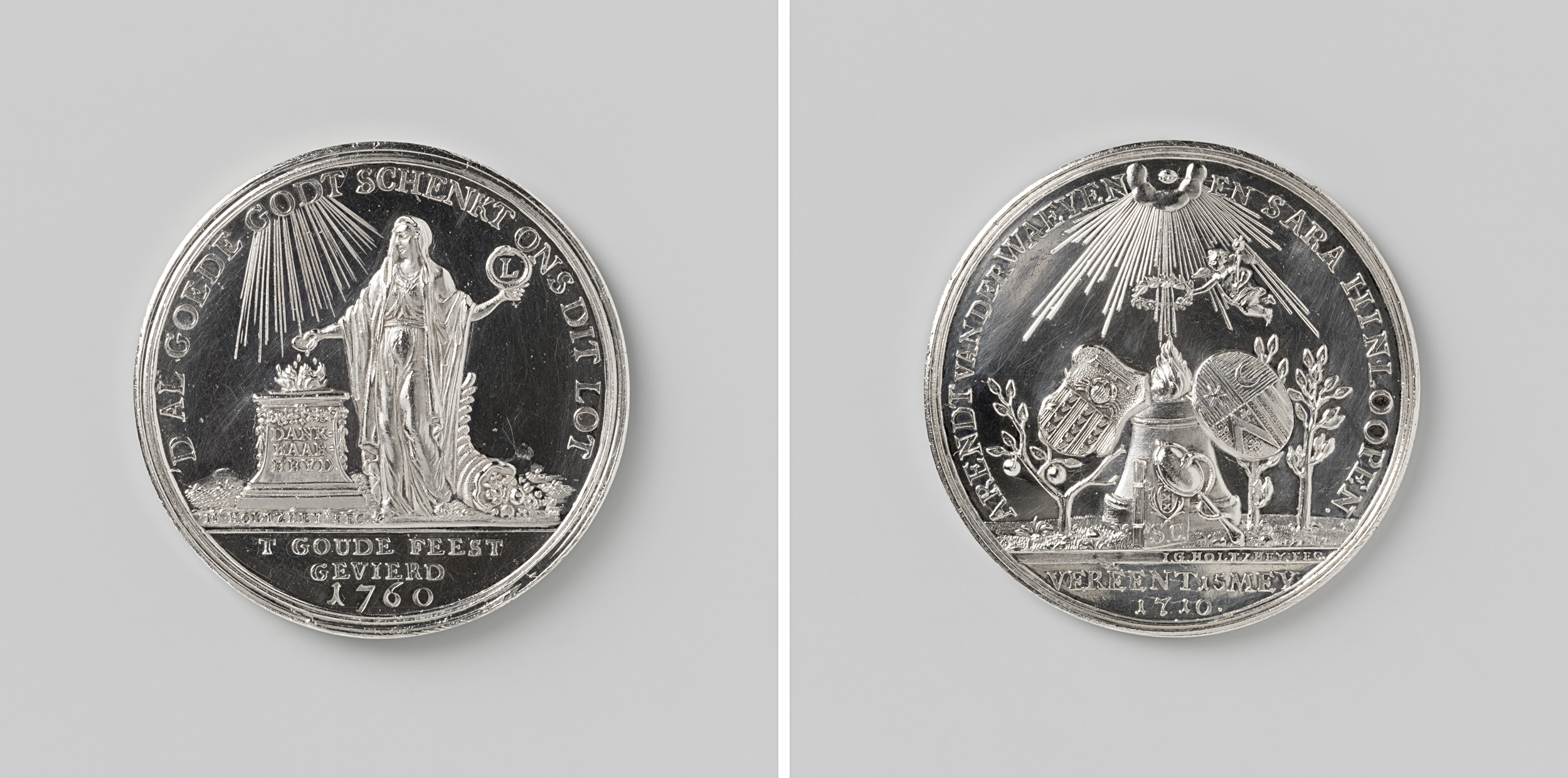
Penning van vijftigjarig huwelijk van Arendt van der Waeyen en Sara Hinlopen